# Konradów
Konradów [kɔnˈraduf] é uma aldeia localizada na região administrativa da comuna de Blachownia, no condado de Częstochowa, voivodia de Silésia, no sul da Polônia. A aldeia tem uma população de 429 habitantes.